# UEFA-CONMEBOL Club Challenge

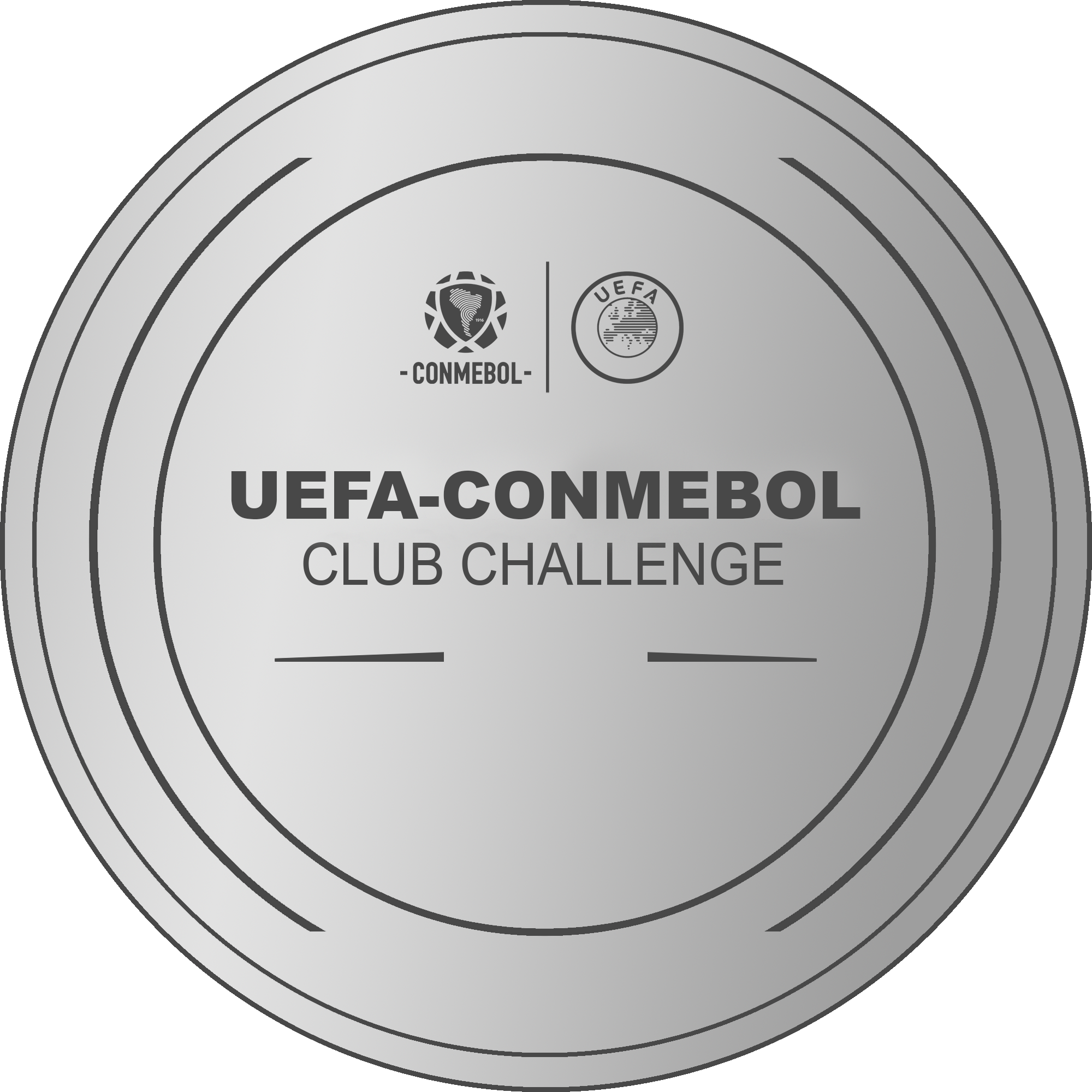
Die Trophäe

Die UEFA-CONMEBOL Club Challenge ist ein jährlich stattfindender Fußball-Wettbewerb für Klubmannschaften, der von CONMEBOL und der UEFA organisiert wird. Gegenüber stehen sich der Gewinner der UEFA Europa League und der Gewinner der Copa Sudamericana. Die erste Austragung fand im Juli 2023 in Sevilla statt. Bereits in den Jahren 2015 und 2016 gab es unter der Bezeichnung Supercopa Euroamericana einen Vergleich der beiden Sieger der zweitwichtigsten Klubwettbewerbe Europas und Südamerikas. 2015 gewann River Plate in Buenos Aires 1:0 gegen den FC Sevilla und 2016 der FC Sevilla in Bay Lake (Florida) 2:1 gegen Independiente Santa Fe. 
Das Format lehnt sich an die Begegnungen des früheren Weltpokals zwischen Siegern des Europapokals der Landesmeister und der Copa Libertadores an, wobei nur ein Spiel bei einem der beteiligten Vereine ausgetragen wird. Steht es nach 90-minütiger Spielzeit unentschieden, findet direkt im Anschluss ein Elfmeterschießen statt.
Das Spiel resultiert aus der Erweiterung des Kooperationsvertrages zwischen UEFA und CONMEBOL. Am 2. Juni 2022, dem Tag nach der Austragung der Finalissima 2022, kündigten CONMEBOL und die UEFA eine Reihe neuer Veranstaltungen zwischen Mannschaften der beiden Konföderationen an. Dazu gehörte neben Frauen- und Futsalmannschaften auch ein Spiel zwischen den Junioren-Mannschaften auf Klubebene.

## Spiele und Sieger im Überblick
| Datum         | Austragungsort                          | Spielpaarung (Sieger fettgedruckt)            | Spielpaarung (Sieger fettgedruckt) | Spielpaarung (Sieger fettgedruckt)               |
| Datum         | Austragungsort                          | Sieger UEFA Europa League                     | Ergebnisse                         | Sieger Copa Sudamericana                         |
| ------------- | --------------------------------------- | --------------------------------------------- | ---------------------------------- | ------------------------------------------------ |
| 19. Juli 2023 | Sevilla (Estadio Ramón Sánchez Pizjuán) | FC Sevilla (UEFA Europa League 2022/23)       | 1:1 ,4:1 i. E.                     | Independiente del Valle (Copa Sudamericana 2022) |
| 2024          |                                         | Atalanta Bergamo (UEFA Europa League 2023/24) |                                    | Liga de Quito (Copa Sudamericana 2023)           |